# Philine quadrata
Philine quadrata is een slakkensoort uit de familie van de Philinidae. De wetenschappelijke naam van de soort is voor het eerst geldig gepubliceerd in 1839 door S. Wood.